# 쯔루미조선초급학교
쯔루미조선초급학교(일본어: 鶴見朝鮮初級学校 쓰루미 조선 초중급학교[*])는 일본 요코하마시 쓰르미구에 위치한 조선학교이다.